# جولیو ساروکی
جولیو ساروکی (ایتالیایی: Giulio Sarrocchi; ۲۴ مهٔ ۱۸۸۷ – ۱۸ ژوئیهٔ ۱۹۷۱) شمشیرباز اهل ایتالیا بود.
وی در مسابقات کشوری و بین‌المللی در مجموع برندهٔ ۱ مدال طلا، ۱ مدال نقره شده‌است.